# Żuków (powiat sandomierski)
Żuków – wieś w Polsce położona w województwie świętokrzyskim, w powiecie sandomierskim, w gminie Samborzec.
Wieś położona jest w pobliżu drogi na trasie z Sandomierza przez Samborzec, Chobrzany do Klimontowa. Obszar tej wsi jest pofalowany i przecięty wzgórzami oraz nachylony do drogi w kierunku zachodnim. Zabudowa jest zwarta i mało widoczna na horyzoncie. Mieszkańcy tej wsi ukierunkowani są na produkcję rolno-warzywniczą oraz sadowniczą.
Obecnie obszar wsi Żuków wynosi 189,49 ha zaś liczba mieszkańców wynosi 210.
W latach 1975–1998 miejscowość administracyjnie należała do województwa tarnobrzeskiego.

## Dawne części wsi – obiekty fizjograficzne
W latach 70. XX wieku przyporządkowano i opracowano spis lokalnych części integralnych dla Żukowa zawarty w tabeli 1.

| Nazwa wsi – miasta   | Nazwy części wsi – miasta | Nazwy obiektów fizjograficznych – charakter obiektu                                                                             |
| -------------------- | ------------------------- | --- |
| I. Gromada SAMBORZEC |                           | |
| 1. Żuków             | 1. Doły                   | 1. Doły – pole 2. Karczmówka – pole 3. Rudki – łąka, pastwisko 4. Śmiechówka – pole, łąka 5. Świerkowe – pole 6. Wiecheć – pole |